# Domstraße Nr. 6 (Güstrow)
Das Haus Domstraße Nr. 6 in Güstrow-Altstadt, Domstraße, Ecke Burgstraße stammt im Kern von um 1634 und mit dem prägenden Giebel aus der Zeit des Barocks. In dem Haus war das ehemalige Post- und Telegrafenamt untergebracht.
Das Gebäude steht unter Denkmalschutz.

## Geschichte

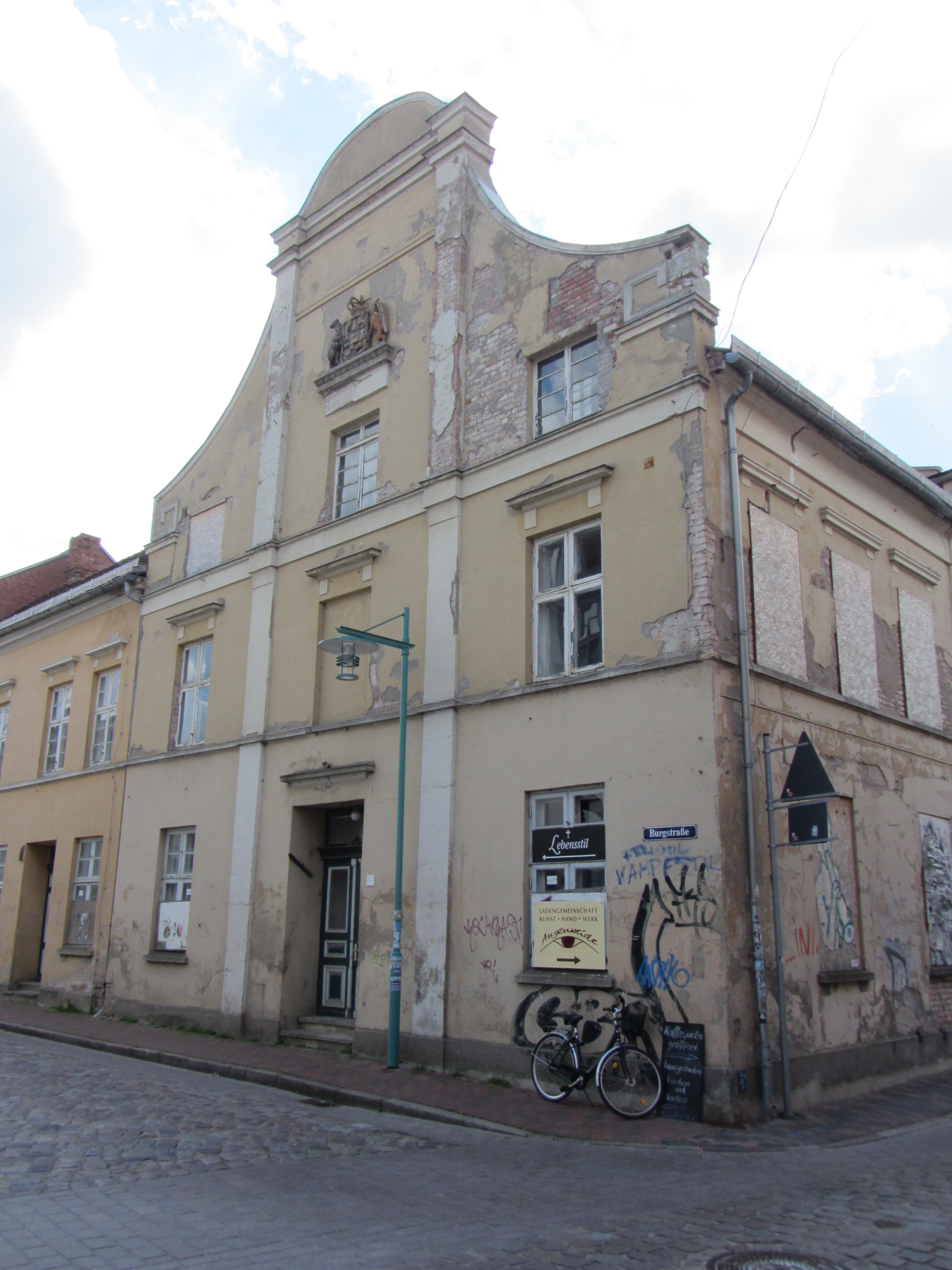
2012: unsanierter Giebel an der Burgstraße

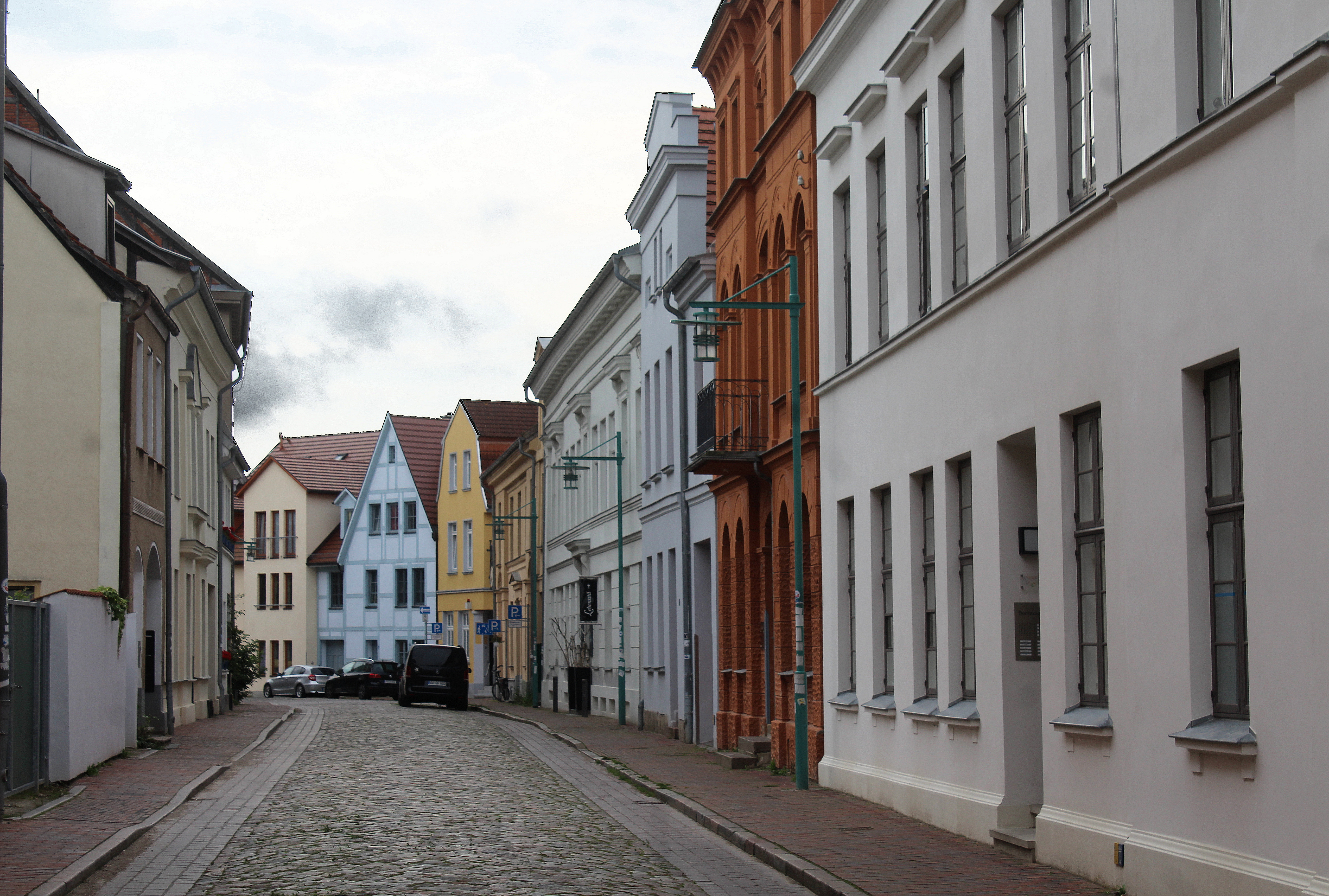
2017: sanierte Kemlade an der Burgstraße, vorne rechts

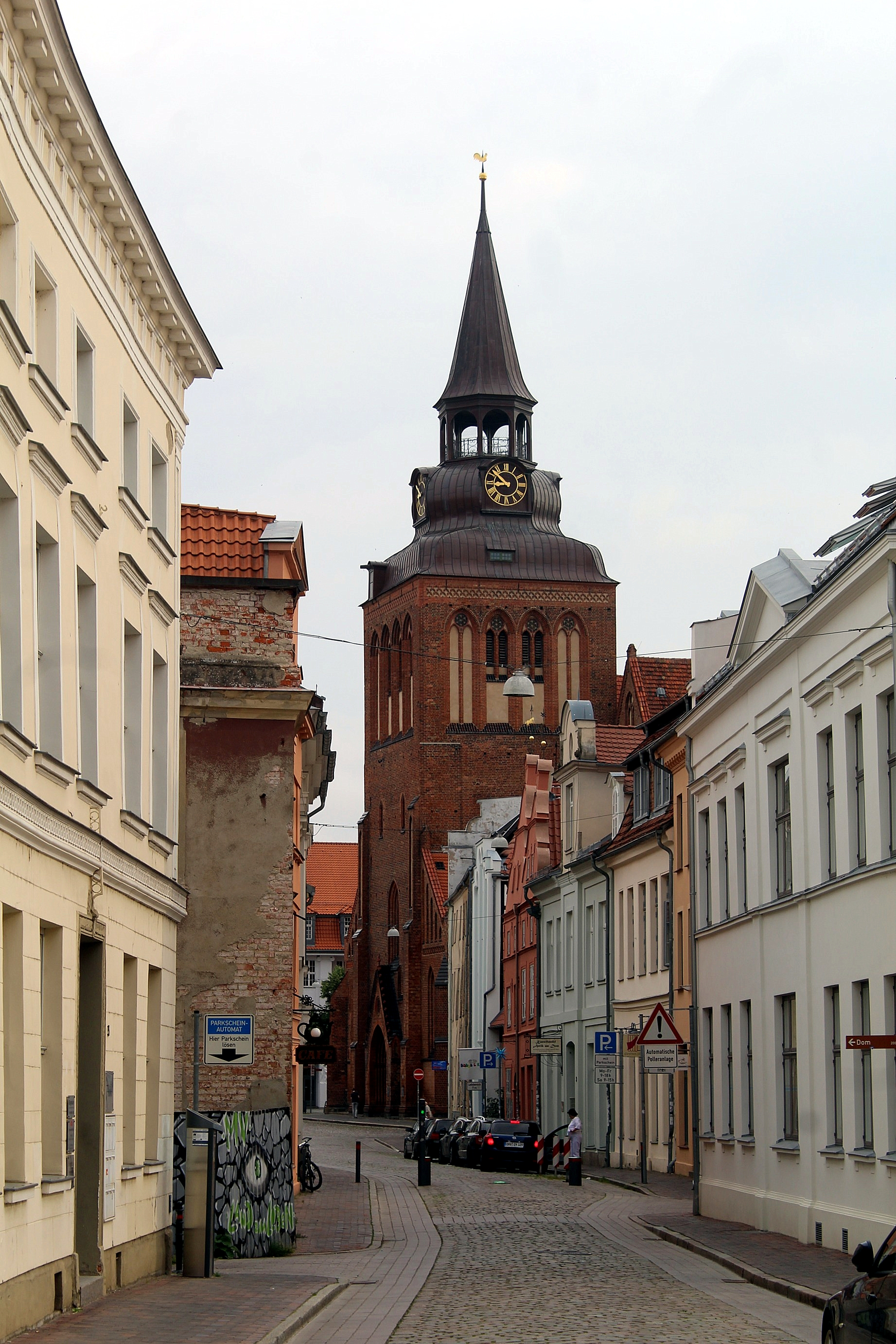
2017: saniertes Haus an der Domstraße, vorne rechts; hinten: Marienkirche

Die Gebäudeanlage setzt sich aus verschiedenen Baukörpern zusammen:
- Das zur Domstraße zweigeschossige traufständige siebenachsige klassizistische große Haupthaus mit einem mittleren Giebelrisalit und dem nördlichen Schaugiebel zur Burgstraße hat einige Elemente aus der Renaissance. Auf dem barocken Schweifgiebel mit den Pilastern ruht über einem doppelten Blattkranz ein runder oberer Abschluss; an der Fassade befindet sich seit den 1860er Jahren das Wappen der Mecklenburger Großherzöge. Auch gestalterische Einflüsse des frühen Klassizismus und der Gründerzeit sind erkennbar. Der dreigeschossige rückseitige, südliche Treppengiebel wurde einfach gestaltet.
- Der zweigeschossige traufständige Anbau an der Burgstraße entstand in zwei Bauphasen als Kemlade; hier sind klassizistische Fassaden erkennbar.
- Der zweigeschossige südliche Querflügel am Hof mit einer weißen klassizistischen Südfassade bildet einen Kontrast zu den anderen Fassadenteilen.

Über die Entwicklung der Anlage ist nur wenig übermittelt. Mitte des 19. Jahrhunderts gehörte das Gebäude dem Oberforstmeister von Storch und es wurde auch das Storch’sche Haus genannt. 1866 wurde das Postamt von der Langen Straße Nr. 41 in dieses Gebäude verlegt und es wurde um 1871 zum Post- und Telegrafenamt des Deutschen Kaiserreichs. Aus dieser Zeit stammt das Wappen. Das Postamt Güstrow erhielt 1896 ein neues Gebäude am Pferdemarkt Nr. 52 bis 56 (Siehe auch Postgeschichte in Güstrow).
Danach erwarb der Kaufmann Sigmund Rothenburg das Haus und baute im Erdgeschoss einen Laden ein. 1898 entstanden südwestlich weitere Nebenbauten für einen Eisschuppen und einem Pferdestall. 1911 wurde an der Burgstraße die Zufahrt zum Hof durch eine Wohnung geschlossen und weitere Umbauten entstanden.
1923 veranlasste der Landbund Mecklenburg-Schwerin als neuer Eigentümer erhebliche bauliche Veränderungen am Grundriss und an den Fassaden für die Nutzung durch Büros. Das mittlere Fenster am Giebel wurde nun zum Eingangsportal. Zwei Wohnungen kamen in das Dachgeschoss des Haupthauses.
1935 wurde die Stadt Eigentümerin. Genutzt wurde die Anlage von Einrichtungen der Nationalsozialisten (NSDAP-Kreisleitung, DAF, NS-Kraft durch Freude, NS-Kreisbauernschaft) sowie mit vier Wohnungen. Nach 1945 wurden Brandschäden behoben, weitere Wohnungen eingebaut und Räume im EG als Büros genutzt.
Nach 1990 war hier die Abteilung für das Wohnungswesen untergebracht und die SPD sowie die Grünen hatten vorübergehend Räume. Ab Ende der 1990er Jahre stand der Komplex leer und verfiel.
2012 konnten die Gebäude verkauft werden. Es erfolgte von 2014 bis 2016 eine Sanierung nach Plänen von bauARTen (Güstrow) auf 1400 m² Nutz- und Nebenflächen für Büros und neun Wohnungen.